# 泉州公交26路
泉州公交26路是中华人民共和国泉州市境内的一条公共交通线路，全程19.5公里。起讫点为医高专至见龙亭小区，运营时间为医高专：6:00-21:30；见龙亭小区：6:30-22:10

## 历史
- 2000年6月22日，泉州公交发展有限公司（公交集团前身）开通26路小公共汽车，初期运行区间为：丰泽公交站-建南花园[1]，运营时间因缺乏资料而无法考证，初期票价一票制¥1.0/人。使用车辆为10部牡丹牌小巴
- 2002年3月，26路更换为11部华夏AC6750Q型汽油无空调客车
- 2004年1月1日，26路更换为11部亚星JS6800H型柴油空调公交车[2]。同日，26路作为泉州首批无人售票线路正式施行无人售票制度[3]
- 2005年5月25日，26路运营区间调整为：丰泽公交站-西湖公园[4]
- 2005年10月11日，26路运营区间调整为：云谷小区-泉州博物馆，票价调整为一票制¥1.5/人，运营时间调整为6:20-19:30[5]，同时由一分公司（现江南公司）转为隶属于四分公司（现城东公司）
- 2008年12月3日，26路延伸至金屿路口，并缩线至西湖公园始发终到[6]，运营时间调整为金屿路口6:20-18:40、西湖公园6:50-19:00
- 2010年8月1日，26路双向改道至祥远路南段运行，取消途径田淮街、坪山路、丰泽区政府。[7]
- 2010年9月28日，26路更换为12部福达FZ6890UF3G3型柴油空调公交车。[8]
- 2011年7月20日，泉州公交调整26路自金屿至医高专始发终到[9]，并调整至东辅路、体育街运行
- 2014年6月1日，26路增加金旅XML6105JHEV58C及XML6125JHEV58C型各一部混合动力空调客车
- 2014年7月12日，因津淮祥远路口安装隔离护栏，26路上行往医高专方向改由刺桐北路-国际华城-祥远路南段行驶[10]
- 2014年11月3日，26路更换了3部西虎QAC6100NG5-1型LNG空调客车，退3部福达FZ6890UF3G3至24路
- 2015年12月10日，26路更换为13部西虎QAC6100HEVG8型柴油插电式混合动力空调客车。退3部西虎QAC6100NG5-1至3路，12部福达FZ6890UF3G3至K604路、K902路等线路。原有的2部金旅混动保留
- 2017年4月，26路增加自3路支援的3部西虎QAC6100NG5-1，配车数增加至18部
- 2017年6月30日，26路票价由分段计价¥2.5降为一票制¥1.0[11][12]
- 2018年1月18日，26路更换为25部金旅XML6855JEVW0C型空调电动巴士，XML6105JHEV58C及XML6125JHEV58C各1部退役[13]
- 2018年8月1日，因祥远路自来水管道施工，26路取消途径祥远路，改为途径丰泽街、刺桐路后原线行驶[14]
- 2018年8月30日，祥远路管道施工完成，26路恢复原线路运行[15]
- 2020年9月25日，因优化调整。26路取消途径东辅路南段，改为途径青莲街、美仙路至东辅路中段后原线行驶。运营时间、票价不变。[16]
- 2021年6月25日，因东星站站点位置迁移，原有北上方向东星站更名为山海路口站。受此影响自该日起26路单向增加停靠本站。运营时间、票价不变。[17]
- 2022年3月16日，因疫情防控要求暂停中心市区范围内所有公交线路运营。26路自当日首班起暂停运营至4月15日。[18]
- 2022年4月16日，26路恢复运营。临时取消停靠海峡体育中心、美仙路、埭头、东星、津坂路口等站点，运营时间临时调整为医高专7:30-18:30、见龙亭小区7:45-18:50。[19]
- 2022年4月18日，26路恢复停靠海峡体育中心、美仙路、埭头、东星、津坂路口等站，运营时间恢复为医高专6:00-21:30、见龙亭小区6:30-22:10[20]
- 2024年7月5日，因新门-涂门街污水干管建设工程施工。26路自该日双向临时取消途径新门街头、涂门街。改为途径壕沟墘、庄府巷、打锡街、九一街、温陵北路至津坂路口站后原线行驶，并双向增停鲤城区政府、九一街、温陵路中段等站，其它不变。[21]
- 2025年1月6日，26路恢复途径新门街头、涂门街。取消途径壕沟墘、庄府巷、打锡街、九一街、温陵北路。[22]
- 2025年3月3日，因优化调整，26路自该日起增加途径埭头公交站、毓才街口、毓才街。运营时间、票价不变。[23]

## 站点
| 路线 | 路线 | 路线 | 所在地区、街道 | 所在地区、街道 | 站点名           | 备注             |
| ---- | ---- | ---- | -------------- | -------------- | ---------------- | ---------------- |
|      |      |      | 丰泽区         | 金庄街         | 医高专           | 起讫站           |
|      |      |      | 丰泽区         | 安吉路         | 金凤屿路口       |                  |
|      |      |      | 丰泽区         | 安吉路         | 海峡体育中心     |                  |
|      |      |      | 丰泽区         | 体育街         | 世界城北门       |                  |
|      |      |      | 丰泽区         | 体育街         | 体育街西段       |                  |
|      |      |      | 丰泽区         | 东辅路         | 东辅路北段       | 原名 喜盈门      |
|      |      |      | 丰泽区         | 东辅路         | 东辅路中段       |                  |
|      |      |      | 丰泽区         | 美仙路         | 美仙路           |                  |
|      |      |      | 丰泽区         | 同兴街         | 同兴街           |                  |
|      |      |      | 丰泽区         | 东辅路         | 埭头公交站       |                  |
|      |      |      | 丰泽区         | 东辅路         | 毓才街口         |                  |
|      |      |      | 丰泽区         | 安吉路         | 埭头             | 泉州五中城东校区 |
|      |      |      | 丰泽区         | 安吉路         | 东星             |                  |
|      |      |      | 丰泽区         | 安吉路         | 山海路口         | ↑                |
|      |      |      | 丰泽区         | 安吉路         | 边防小区         | 原名 坪山洞东侧  |
|      |      |      | 丰泽区         | 丰泽街         | 公交大厦         |                  |
|      |      |      | 丰泽区         | 祥远路         | 祥远路北段       |                  |
|      |      |      | 丰泽区         | 祥远路         | 远太苑           | 泉州广播电视中心 |
|      |      |      | 丰泽区         | 祥远路         | 祥远路南段       |                  |
|      |      |      | 丰泽区         | 津淮街         | 刺桐公园南门     |                  |
|      |      |      | 丰泽区         | 津淮街         | 水务集团         | 原名 水利大厦    |
|      |      |      | 丰泽区         | 津淮街         | 津坂路口         |                  |
|      |      |      | 鲤城区         | 涂门街         | 棋盘园           |                  |
|      |      |      | 鲤城区         | 涂门街         | 关帝庙           | 清净寺           |
|      |      |      | 鲤城区         | 涂门街         | 府文庙           |                  |
|      |      |      | 鲤城区         | 新门街         | 新门街头         |                  |
|      |      |      | 鲤城区         | 新门街         | 新门菜市         |                  |
|      |      |      | 鲤城区         | 新华北路       | 省五建           |                  |
|      |      |      | 鲤城区         | 新华北路       | 开元寺西门       |                  |
|      |      |      | 鲤城区         | 新华北路       | 培元中学         | 开元盛世广场     |
|      |      |      | 丰泽区         | 新华北路       | 西湖小区         |                  |
|      |      |      | 丰泽区         | 新华北路       | 新华小区         |                  |
|      |      |      | 丰泽区         | 新华北路       | 建南花园         |                  |
|      |      |      | 丰泽区         | 新华北路       | 邮电公寓         |                  |
|      |      |      | 丰泽区         | 新华北路       | 西湖公园         |                  |
|      |      |      | 丰泽区         | 北清西路       | 坑尾路口         |                  |
|      |      |      | 丰泽区         | 北清西路       | 北峰工业区       |                  |
|      |      |      | 丰泽区         | 北清西路       | 北清西路         | 原名 森利发      |
|      |      |      | 丰泽区         | 北清西路       | 丰泽实小潘山校区 | 原名 糖厂        |
|      |      |      | 丰泽区         | 北清西路       | 招贤社区         | 原名 潘山市场    |
|      |      |      | 丰泽区         | 北清西路       | 见龙亭小区南门   | 原名 杏后路口    |
|      |      |      | 丰泽区         | 招联路         | 招联路口         |                  |
|      |      |      | 丰泽区         | 招联路         | 见龙亭小区       | 起讫站           |

## 票价
26路计价方式为一票制，全程票价¥1.0。其中：
- 泉通卡普通卡9折，月票卡、敬老卡、爱心卡优惠功能有效
- 可使用泉城通APP及支付宝、云闪付、微信乘车码支付

## 配车
26路配车数总计25部，其中：
- 金旅XML6855JEVW0C  25部

- 亚星JS6800H
（2004.1 - 2010.9）
- 福达FZ6890UF3G3
（2010.9 - 2015.11）
- 金旅XML6105JHEV58C
（2014.6 - 2018.1）
- 金旅XML6125JHEV58C
（2014.6 - 2018.1）
- 西虎QAC6100NG5-1
（2014.11 - 2015.12 / 2017.4 - 2018.1）
- 西虎QAC6100HEVG8
（2015.12 - 2018.1）
- 金旅XML6855JEVW0C
（2018.1 - ）

## 相关
- 泉州公交线路列表